# Temporada 1961-1962 del RCD Espanyol
Dades de la Temporada 1961-1962 del RCD Espanyol.

## Fets destacats
- 13 de setembre de 1961: Per primer cop el club participà en una competició europea, la Copa de les Ciutats en Fires, arribant a quarts de final.
- 13 de setembre de 1961: Copa de Fires: Hannover 96 0 - Espanyol 1[4]
- 8 d'octubre de 1961: Lliga: Elx CF 6 - Espanyol 2[5]
- Del 14 al 21 d'octubre de 1961, un combinat reserva de l'Espanyol realitzà una gira per Nigèria amb els següents resultats:[6]
  - 14 d'octubre: a Kano, Northern XI 3 - Espanyol 6[7]
  - 15 d'octubre: a Enugu, Eastern XI 1 - Espanyol 0[8]
  - 16 d'octubre: a Ibadan, Western XI 1 - Espanyol 2[9]
  - 21 d'octubre: a Lagos, Nigèria FA 2 - Espanyol 1[10]
- 15 de novembre de 1961: Copa de Fires: Espanyol 5 - Birmingham City 2[11]
- 22 de desembre de 1961: Gira per Líbia: Al-Ittihad Trípoli 1 - Espanyol 3[12]
- 24 de desembre de 1961: Gira per Líbia: Selecció de Trípoli 3 - Espanyol 2[13]
- 7 de gener de 1962: Lliga: RCD Mallorca 1 - Espanyol 5[14]
- 14 de març de 1962: Copa de Fires: Estrella Roja de Belgrad 5 - Espanyol 0[15]
- 6 de maig de 1962: El club va descendir per primer cop a la seva història a la Segona Divisió. El fet es produí en l'eliminatòria de promoció que l'enfrontà al Real Valladolid amb els resultats 1 a 0 a Sarrià i 2 a 0 en contra a Valladolid.

## Resultats i classificació
- Lliga d'Espanya: Tretzena posició amb 26 punts (30 partits, 8 victòries, 10 empats, 12 derrotes, 45 gols a favor i 55 en contra).
- Copa d'Espanya: Eliminà el Real Valladolid a setzens de final, i el Deportivo Alavés a vuitens, però fou eliminat pel Real Zaragoza a quarts de final.
- Copa de Fires: Eliminà el Hannover 96 a setzens de final, i el Birmingham City F.C. a vuitens, però fou eliminat per l'Estrella Roja de Belgrad a quarts de final.

## Plantilla
| P   | Jugador               | Lliga | Lliga | Copa d'Espanya | Copa d'Espanya | Copa de Fires | Copa de Fires | Promoció | Promoció |
| P   | Jugador               | PJ    | G     | PJ             | G              | PJ            | G             | PJ       | G        |
| --- | --------------------- | ----- | ----- | -------------- | -------------- | ------------- | ------------- | -------- | -------- |
| POR | Benet Joanet          | 20    | -29   | 5              | -7             | 4             | -4            | 2        | -2       |
| POR | Rafael Piris          | 10    | -19   | 1              | -2             | 3             | -5            | -        | -        |
| POR | Joan Visa             | 2     | -7    | 1              | -1             | -             | -             | -        | -        |
| DEF | Joan Bartolí          | 21    | -     | 4              | -              | 5             | -             | 2        | -        |
| DEF | Antoni Argilés        | 20    | -     | 3              | -              | 4             | -             | 2        | -        |
| DEF | Abel Hernández        | 14    | -     | 4              | -              | 3             | -             | 1        | -        |
| DEF | Fermín Gordejuela     | 14    | -     | 3              | 1              | 2             | -             | 2        | -        |
| DEF | Amaro Dauder          | 13    | -     | 3              | -              | 3             | -             | -        | -        |
| DEF | Julià Riera           | 5     | -     | 2              | -              | 2             | -             | -        | -        |
| MIG | Lluís Muñoz           | 23    | -     | 2              | -              | 3             | -             | 1        | -        |
| MIG | José Sastre           | 24    | 3     | 5              | -              | 6             | -             | 2        | -        |
| MIG | Ramón Sergio Carranza | 23    | 5     | 4              | 2              | 5             | 1             | 1        | -        |
| MIG | Santos Bedoya         | 15    | 1     | 5              | 2              | 4             | -             | 1        | -        |
| MIG | Víctor Manuel Rivas   | 12    | -     | 4              | -              | 3             | -             | 2        | -        |
| MIG | Antoni Campos         | 7     | 2     | -              | -              | -             | -             | -        | -        |
| MIG | Joan Josep Barberà    | -     | -     | 1              | -              | -             | -             | -        | -        |
| MIG | Peter Ilku            | -     | -     | -              | -              | -             | -             | -        | -        |
| DAV | Antoni Camps          | 27    | 8     | 5              | 1              | 6             | 7             | 2        | -        |
| DAV | Índio                 | 27    | 9     | -              | -              | 4             | 1             | 2        | 1        |
| DAV | Ernest Domínguez      | 19    | 9     | 4              | 1              | 2             | -             | 1        | -        |
| DAV | Zoltan Czibor         | 10    | 2     | 1              | 1              | 4             | -             | -        | -        |
| DAV | Ginés Castaños        | 7     | 2     | 4              | -              | 1             | 1             | 1        | -        |
| DAV | Josep Viñas           | 7     | 2     | 2              | 1              | 1             | -             | -        | -        |
| DAV | José Héctor Rial      | 6     | 1     | 2              | -              | 1             | -             | -        | -        |
| DAV | Josep Ribera          | 3     | 1     | 1              | -              | -             | -             | -        | -        |
| DAV | Carlos Torres         | 3     | -     | 1              | 1              | 1             | -             | -        | -        |